# Rio Juruá
Der Rio Juruá, im peruanischen Oberlauf Río Yurúa, ist ein 3283 Kilometer langer, rechter Nebenfluss des Amazonas in Peru und Brasilien.

## Flusslauf
Der Fluss entspringt im Bergland der peruanischen Region Ucayali im Nordosten der Provinz Atalaya südöstlich von Puerto Portillo und fließt von dort in Richtung Nordwesten. Bei Foz do Breu kreuzt der äußerst windungsreiche Fluss die Grenze nach Brasilien und fließt vorerst in nördliche und dann – parallel zum Purus – in nordöstliche Richtung durch den Bundesstaat Amazonas. Dort liegt die gleichnamige Gemeinde Juruá am Fluss.
Auf insgesamt 1823 Kilometern Länge ist der Rio Juruá schiffbar.

## Die größten Zuflüsse
Zu den größten Zuflüssen gehören (flussabwärts):
- Río Humaitó (rechts)
- Juruá Mirim (links)
- Rio Moa (links)
- Río Ipixuma (links)
- Riozinho da Liberdade (rechts)
- Rio Gregório (rechts)
- Rio Eiru (rechts)
- Río Tarauacá (rechts)
- Río Xiruá (rechts)
- Rio do Breu (rechts)